# Кривое (озеро, Кызылжарский район)
Кривое (каз. Кривое) — озеро в Кызылжарском районе Северо-Казахстанской области Казахстана. Находится в 3 км к северо-западу от села Кустовое.
По данным топографической съёмки 1940-х годов, площадь поверхности озера составляет 2,86 км². Наибольшая длина озера — 2,5 км, наибольшая ширина — 1,7 км. Длина береговой линии составляет 7,8 км, развитие береговой линии — 1,3. Озеро расположено на высоте 95,4 м над уровнем моря.
Озеро входит в перечень рыбохозяйственных водоёмов местного значения, имеется озёрно-товарное рыбоводное хозяйство.